# Джон Ф. Рейнолдс
Джон Фултън Рейнолдс (на английски: John Fulton Reynolds, 20 септември 1820 – 1 юли 1863) е офицер от кариерата от Армията на САЩ и генерал по време на Американската гражданска война. Един от най-уважаваните висши командири на Армията на Съюза, той играе ключова роля във въвличането на Армията на Потомак в битката при Гетисбърг и е убит от снайперист в началото на битката.